# 안나 콤니니
안나 콤니니(그리스어: Άννα Κομνηνή, 1083년 12월 1일 ~ 1151년)는 동로마 제국의 역사가이자 콤니노스 왕조의 황제 알렉시오스 1세 콤니노스와 유력귀족 두카스 가문 출신의 황후 이리니 두케나의 장녀이다.
고등 교육을 받아, 종교서적 및 호메로스, 헤로도토스, 투퀴디데스, 아리스토파네스 등의 그리스 고전문학을 애독하였다. 신화, 지리학, 역사학, 수사학, 변증학, 플라톤 및 아리스토텔레스 철학에 깊은 조예를 갖추고 있었다.
1097년 마케도니아 지방의 명문 군사귀족 출신의 니키포로스 브리엔니오스와 결혼했다. 1118년에 아버지가 죽자 친동생 요안니스 콤니노스를 대신해 남편을 즉위시키려고 했으나 실패했다. 황제가 된 동생 요안니스 2세는 누나에 대해 관대한 처분을 내렸기 때문에 "카로 요안니스(마음씨 착한 요한네스)"라고 불리었다. 쿠테타 실패 후 평생 다시는 황궁으로 돌아가지 못하는 형벌은 받았다.
안나는 어머니 이리니가 은거했던 테오토코스 케카리토메네 수녀원에 들어갔고, 남편 니키포로스가 썼던 전기(傳記) 알렉시오스 1세전(傳)을 남편이 죽은 후 물려받아 완성시켰다. 이것이 바로 역사서 《알렉시아드》였다.